# Dinagat-Rattenigel
Der Dinagat-Rattenigel (Podogymnura aureospinula) ist eine der beiden Arten der Philippinen-Rattenigel innerhalb der Igel (Erinaceidae). Er ist ein Endemit der Philippinen und bewohnt die Insel Dinagat, den Norden Mindanaos sowie die nahegelegenen Inseln Bucas Grande und Siargao.

## Merkmale
Der Dinagat-Rattenigel erreicht eine Kopf-Rumpf-Länge von 19,0 bis 21,1 Zentimetern und eine Schwanzlänge von 5,9 bis 7,3 Zentimetern. Nach dem Großen Rattenigel (Echinosorex gymnura) ist es damit die zweitgrößte Art der Rattenigel. Der Rücken ist von einem borstigen und dornigen Fell bedeckt, das in der Regel goldbraun mit einer schwarzen Fleckung ist. Die Bauchseite ist braun-grau gefärbt. Die Ohren sind relativ groß und mit kurzen weißen oder dunkelbraunen Haaren besetzt.
Weitere arttypische Merkmale sind die Vergrößerung der Frontalregion des Schädels sowie Zahnmerkmale.

## Verbreitung

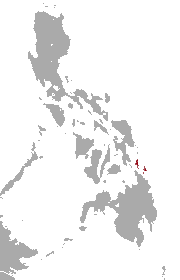
Verbreitungsgebiet von Podogymnura aureospinula

Der Dinagat-Rattenigel ist endemisch auf den Philippinen. Sein Verbreitungsgebiet ist auf Dinagat, den Norden Mindanaos sowie die nahegelegenen Inseln Bucas Grande und Siargao beschränkt.

## Lebensweise
Über die Lebensweise des Dinagat-Rattenigels liegen nur sehr wenige Informationen vor. Die Art kommt vor allem im Flachland in Primärwald, in Sekundärwald sowie den als „Bonsai“-Wald bezeichneten Wäldern mit niedrig wachsenden Bäumen. Auf Bucas Grande lebt die Art auch in anthropogen gestörten Wäldern sowie in Waldresten in der Nachbarschaft von landwirtschaftlich genutzten Flächen oder sogar am Rand von stark veränderten Gebieten, wenn noch Wälder in der Nähe sind.

## Systematik
Der Dinagat-Rattenigel ist eine der beiden Arten der Philippinen-Rattenigel (Podogymnura) innerhalb der Igel (Erinaceidae). Unterarten sind nicht beschrieben. Die zweite Art ist der Mindanao-Rattenigel (Podogymnura truei), die vor allem auf Mindanao anzutreffen ist. Die Erstbeschreiber stellen dar, dass die Einordnung in eine eigene, dann monotypische, Gattung aufgrund der Merkmale und Unterschiede zu Podogymnura truei ebenfalls vertretbar wäre.

## Gefährdung und Schutz
Die Art wird von der International Union for Conservation of Nature and Natural Resources (IUCN) als stark gefährdet (endangered) gelistet. Begründet wird dies mit dem sehr begrenzten Verbreitungsgebiet von deutlich unter 5000 Quadratkilometern sowie der fortschreitenden Entwaldung und Lebensraumzerstörung auf den philippinischen Inseln. Für Dinagat als einzige der Inseln mit nennenswertem Waldbestand existiert eine Minenkonzession zum Abbau von Bodenschätzen.
Zur Größe des Weltbestandes gibt es keine Angaben, auch Daten zur Bestandsentwicklung existieren nicht. Die Art ist in ihrem Lebensraum im Primär- und Sekundärwald relativ häufig. Wie anpassungsfähig der Dinagat-Rattenigel auf Lebensraumveränderungen reagiert, ist unbekannt.

## Belege
1. 1 2  Dinagat Gymnure (Podogymnura aureospinula) (Memento des Originals vom 31. Januar 2017 im Internet Archive)  Info: Der Archivlink wurde automatisch eingesetzt und noch nicht geprüft. Bitte prüfe Original- und Archivlink gemäß Anleitung und entferne dann diesen Hinweis. im EDGE of Existence programme. Abgerufen am 7. Januar 2013.
2. 1 2 3  Lawrence Richard Heaney, Gary S. Morgan: A new species of gymnure (Podogymnura) from Dinagat Island, Philippines (Mammalia: Erinaceidae). In: Proceedings of the Biological Society of Washington. Bd. 95, 1982, ISSN 0006-324X, S. 13–26.
3. 1 2 3 4 5 6  Podogymnura aureospinula in der Roten Liste gefährdeter Arten der IUCN 2012.2. Eingestellt von: D. Balete, M. Tabao, B. Tabaranza, 2008. Abgerufen am 6. Januar 2013.
4. 1 2  Podogymnura aureospinula (Memento vom 9. November 2013 im Internet Archive). In: Don E. Wilson, DeeAnn M. Reeder (Hrsg.): Mammal Species of the World. A taxonomic and geographic Reference. 2 Bände. 3. Auflage. Johns Hopkins University Press, Baltimore MD 2005, ISBN 0-8018-8221-4.